# 2011-es Fiatal Táncosok Eurovíziója
A 2011-es Fiatal Táncosok Eurovíziója volt az tizenkettedik Fiatal Táncosok Eurovíziója, melyet Norvégia fővárosában, Oslóban rendeztek meg. A pontos helyszín a Dansens Hus volt. A döntőre 2011. június 24-én került sor. Az Eurovíziós Dalfesztivállal ellenben itt nem az előző évi győztes rendez, hanem pályázni kell a rendezés jogára. A 2005-ös verseny a holland Milou Nuyens győzelmével zárult, aki táncát Lengyelország fővárosában, Varsóban adta elő.

## A helyszín és a verseny
| Norvégia Oslo |

A verseny pontos helyszíne a norvég fővárosban, Oslóban található Dansens Hus volt.
A verseny logója egy táncost ábrázol, akit halványkék-piros–fekete színű vonalak jelenítenek meg, utalva a házigazda ország zászlójára és a verseny lényegére.
A színpad négyzet alakú volt, tizenkét darab LED-fallal körül véve.
Megváltozott a verseny lebonyolításának folyamata: a minimális résztvevők számát tízben állapították meg, a maximális résztvevők számát lecsökkentették tizennégyre, és országonként egy táncos részvétele engedélyezett. Emellett nem rendeznek elődöntőt. A döntőben a szakmai zsűri a két legjobb táncost választja ki, akiknek az úgynevezett Végső párbajban újra bizonyítaniuk kell. A Végső párbaj, így a verseny győztesét is a szakmai zsűri nevezi meg.

## A résztvevők
Először indult a versenyen Koszovó, aki így Kanada után a második résztvevő ország lett, mely nem tagja az EBU-nak. Egyben ez volt Koszovó első részvétele valamilyen eurovíziós versenyen. Horvátország is ebben az évben küldte első indulóját.
Két ország tért vissza ebben az évben, Németország és Portugália. Ugyanakkor visszalépett a versenytől Belgium, Ciprus, Csehország, az Egyesült Királyság, Finnország, Lettország és Románia.
Így tíz ország indult a megmérettetésen, ami az eddigi legalacsonyabb létszám volt.

## Zsűri
- Fredrik Rydman (Zsűrielnök)
- Michael Nunn
- William Trevitt
- Ilze Liepa

## Döntő
A döntőt 2011. június 24-én rendezték meg tíz ország részvételével. A végső döntést a négyfős szakmai zsűri hozta meg.
| #  | Ország        | Táncos                | Tánc                    | Koreográfus                  | Helyezés |
| -- | ------------- | --------------------- | ----------------------- | ---------------------------- | -------- |
| 01 | Svédország    | Louise Lind           | „Oya”                   | Mauro Rojas                  | —        |
| 02 | Horvátország  | Grigor Baždar         | „Under the Skin”        | Valentina Ivanković Pelikan  | —        |
| 03 | Németország   | Joy Kammin            | „Change Your Levels”    | Joy Kammin és Erika Winkler  | —        |
| 04 | Norvégia      | Daniel Sarr           | „Full Force”            | Daniel Sarr és Maria Karlsen | 1.       |
| 05 | Koszovó       | Tringa Hysa           | „Rebirth”               | Rudina Berdynaj              | —        |
| 06 | Hollandia     | Floor Eimers          | „Dutch Breeze”          | Floor Eimers                 | —        |
| 07 | Lengyelország | Adam Myśliński        | „Mania-C”               | Katarzyna Kmiec              | —        |
| 08 | Szlovénia     | Petra Zupančič        | „On the Edge”           | Mitja Popovski               | 2.       |
| 09 | Portugália    | Ricardo Macedo        | „Todos os ais São Meus” | Catarina Moreira             | —        |
| 10 | Görögország   | Szpiridúla Magurítsza | „Ultima Carta”          | Katerína Szarrí              | —        |

### Végső Párbaj
A zsűritagok szavazatai a Végső Párbaj versenyzőiről:
| Ország    | Táncos         | Szavazatok (összesen) | Zsűritagok szavazatai | Zsűritagok szavazatai | Zsűritagok szavazatai | Zsűritagok szavazatai |
| Ország    | Táncos         | Szavazatok (összesen) | I. Liepa              | W. Trevitt            | M. Nunn               | F. Rydman             |
| --------- | -------------- | --------------------- | --------------------- | --------------------- | --------------------- | --------------------- |
| Szlovénia | Petra Zupančič | 1                     | 1                     |                       |                       |                       |
| Norvégia  | Daniel Sarr    | 3                     |                       | 1                     | 1                     | 1                     |

## Térkép

A Végső Párbaj résztvevői
Részt vevő országok, melyek versenyzői nem kvalifikálták magukat a Végső Párbajba
Országok, melyek korábban részt vettek, de ebben az évben nem

## Közvetítés
| - Görögország – ERT1 (élőben) - Hollandia – NTR - Horvátország – HRT - Koszovó – RTK - Lengyelország – TVP | - Németország – Einsfestival - Norvégia – NRK - Portugália – RTP1 - Szlovénia – RTVSLO - Svédország – SVT |

## Zene
| #   | Ország        | Cím                                                                           | Előadó / Szerző                |
| 1.  | Svédország    | „Gothic Fusion”                                                               | Shaddai                        |
| 2.  | Horvátország  | „Circles”                                                                     | Break of Reality               |
| 3.  | Németország   | „Violin Sonata No. 3 In D Minor: II. Imitatione Delle Champagne”              | Johann Paul von Westhoff       |
| 4.  | Norvégia      | „Fostercare”                                                                  | Burial                         |
| 5.  | Koszovó       | „”                                                                            | Korab Shaqiri                  |
| 6.  | Hollandia     | „”                                                                            | Fikret Amirov                  |
| 7.  | Lengyelország | „”                                                                            | Adi Sappir                     |
| 8.  | Szlovénia     | „Clifside Waltz II (A Scene at the Sea)”                                      | Joe Hisaishi Meets Kitano      |
| 9.  | Portugália    | „Follow, Suite campanaire en 5 mouvements pour cloches de Chamonix: III. Zam” | Amália Rodrigues és Joël Grare |
| 10. | Görögország   | „Daydream”                                                                    | Aléxandrosz Karkalász          |